# Division de Drozdovski

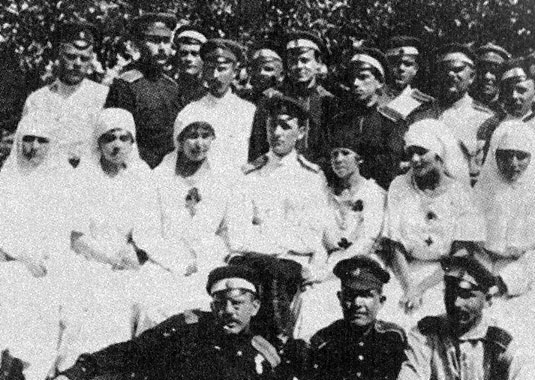
Drozdovtsy à l'hôpital à Kharkov, 1919

La division de Drozdovski (russe : Дроздо́вская диви́зия) est une unité des armées blanches formée par le colonel Mikhaïl Drozdovski à Iași sur le front roumain en janvier 1918 à partir d'officiers volontaires. Par la suite l'unité fait partie de l'armée des volontaires commandée par le général Dénikine.

## Histoire
En janvier 1918 fut formé sur le front roumain un « corps spécial des volontaires russes », sous le commandement de A. Keltchevski, composé de trois brigades dont la première, forte de 900 hommes, était commandée par le colonel Drozdovski. Quand en février 1918 l'état-major général décida la dissolution du corps, Drozdovski ne se plia pas aux ordres et décida de rallier le Don pour rejoindre l'armée des volontaires du général Kornilov. La brigade disposait alors d'artillerie, de blindés et de mitrailleuses, et entama le 26 février (11 mars) sa marche vers le Don.

### Composition
Au début de la marche la brigade était composée des unités suivantes :
- État-major (chef d'état-major — colonel M. K. Voïnalovitch)
- Régiment de fusiliers (commandant — général-major Semenov), à partir de mai 1918 2e régiment d'officiers
- Division de cavalerie (commandant — capitaine de cavalerie Gaïevski), par la suite 2e régiment de cavalerie d'officiers
- Batterie de cavalerie de montagne (commandant — capitaine Kolzakov)
- Batterie légère (commandant — colonel Polzikov)
- Section de mortiers (commandants — colonel Medvedev, capitaine Mikhaïlov)
- Groupe de transmissions (commandant — colonel Grane)
- Colonne de blindés
- Colonne d'automobiles
- Groupe d'éclaireurs spéciaux (15 hommes)
- Poste automobile et de cavalerie de radio-télégraphe
- Services annexes (intendance, hôpital...)

En tout 1 050 hommes (dont 300 prisonniers dans les transports).
Le commandement de l'ensemble des unités d'artillerie était assuré par le général-major N. D. Nevodovski.
Soldes :
- Officiers — 200 roubles par mois
- Soldats — 25 à 100 roubles par mois

Rapidement une autre unité se joint à la brigade : la compagnie d'officiers de la division de marine sous le commandement du colonel M. A. Jebrak (130 hommes) apportant avec eux le drapeau à la croix de Saint-André de la division de la Baltique (qui deviendra le drapeau du régiment de fusiliers d'officiers de la division). Le colonel Jebrak commande par la suite le 2e régiment d'officiers (le 23 juin 1918 il est fait prisonnier par les bolchéviques à Biélaïa Glina et torturé à mort).

### Marche de Iași au Don
Entamant sa marche la brigade atteignit rapidement Taganrog où elle put s'approvisionner en équipement militaire et en munitions. En approchant de Rostov-sur-le-Don les troupes de Drozdovski se heurtèrent à une résistance farouche des bolchéviques qui tenaient la ville et ses environs. Le 21 avril (3 mai) 1918 les unités blanches parvinrent à prendre Rostov, qu’elles durent toutefois quitter dès le lendemain sous la pression de nouvelles unités rouges.
Quittant Rostov le détachement de Drozdovski alla porter secours aux cosaques insurgés qui combattait à Novotcherkassk. Les rouges furent défaits et le 25 avril (7 mai) les cosaques et Drozdovtsy entraient dans la ville. Ce jour marque la fin de la longue marche « de Iași au Don ».

## Dans l'armée des volontaires
En arrivant sur les territoires blancs Drozdovski refusa de coopérer avec le commandant de l'armée du Don l'ataman Piotr Krasnov, condamnant l'alliance de ce dernier avec les Allemands, et rejoignit avec sa brigade l'armée des volontaires commandée après la mort du général Kornilov par le général Dénikine.
Lors de la seconde campagne du Kouban la brigade de Drozdovski, devenue la 3e division, était l'une des principales troupes d'assaut de l'armée. En juin 1918 sur proposition de Drozdovski fut créé un bataillon des prisonniers rouges (par la suite le 1er régiment de soldats puis 83e régiment Samourski).
La division joua un rôle décisif lors de la prise de Ekaterinodar par l'armée des volontaires le 3 (16) août 1918.

### Après la mort de M. Drozdovski
Le 1 (14) janvier 1919 le 2e régiment d'officier reçut le nom de Drozdovski. Les unes après les autres les unités de la division reçurent par la suite elles aussi le nom du général.
Le 14 (27) octobre 1919 la 3e division fut rebaptisée Division de Drozdovski. À ce moment elle faisait partie du premier corps d'armée des Forces Armées du Sud de la Russie et était formée des unités suivantes :
- 1er régiment de Drozdovski
- 2e régiment de Drozdovski
- 3e régiment de Drozdovski
- Bataillon de réserve
- Brigade d'artillerie de Drozdovski
- Compagnie du génie de Drozdovski

## Dans l'armée russe
La division de Drozdovski faisait partie du premier corps d'armée de l'armée russe du général Wrangel. Elle comportait alors les unités suivantes :
- 1er régiment de fusiliers
- 2e régiment de fusiliers
- 3e régiment de fusiliers
- 4e régiment de fusiliers
- Division de cavalerie du général Drozdovski
- Brigade d'artillerie de Drozdovski
- Compagnie du génie de Drozdovski

## En exil

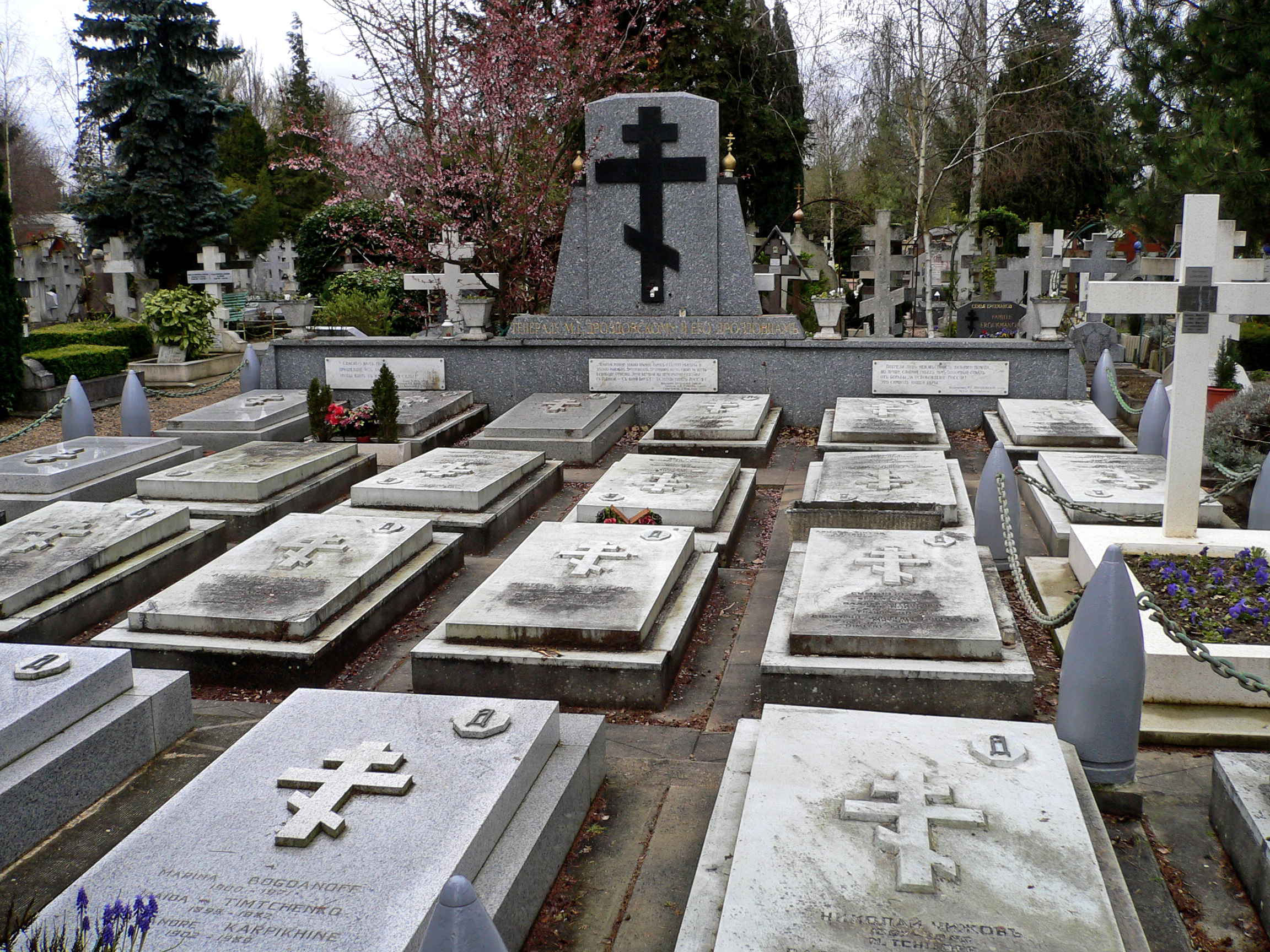
Carré de la division de Drozdovski au cimetière russe de Sainte-Geneviève-des-Bois, 2008

Les unités de la Division de Drozdovski évacuée de Crimée à Gallipoli en novembre 1920 furent reformées en régiment (dont faisait partie la division de cavalerie de Drozdovski), commandé par Anton Tourkoul. Après son transfert en Bulgarie le régiment fut dissous en 1922. Dès 1924 fut créée une association des anciens de la division. Durant la guerre civile la division de Drozdovski participa à 650 combats, déplorant 15 000 tués et 35 000 blessés.

## Uniforme
Casquette à carre couleur framboise (liseré blanc) et bandeau blanc (liseré noir), pattes d'épaules framboise ornées de la lettre jaune « Д » et aux liserés blanc et noir. Vareuse blanche à liseré framboise.